# فرودگاه کلووکی کارلتن کاونتی
فرودگاه کلووکی کارلتن کاونتی (به انگلیسی: Cloquet Carlton County Airport) یک فرودگاه همگانی بهره‌برداری هوایی است که یک باند فرود آسفالت دارد و طول باند آن ۱۲۲۰ متر است. این فرودگاه در شهر کلوکی، مینه‌سوتا کشور ایالات متحده آمریکا قرار دارد و در ارتفاع ۳۹۰ متری از سطح دریا واقع شده‌است.